# Lưu Vô Thương
Lưu Vô Thương (chữ Hán: 刘無傷, ? - 85 TCN), tức Lương Trinh vương (梁贞王) hay Lương Khoảnh vương (梁頃王), là vương chư hầu thứ tám của nước Lương, chư hầu nhà Hán trong lịch sử Trung Quốc.
Lưu Tương là con trai của Lương Bình vương Lưu Tương, chư hầu vương thứ bảy của nước Lương. Hán thư không ghi rõ ông chào đời vào năm nào. Sử ký và Hán thư cho biết Bình vương có một vương hậu là Nhâm thị, nhưng không rõ Nhâm thị có phải là mẹ của Vô Thương hay không.
Năm 97 TCN, cha ông là Bình vương qua đời. Lưu Vô Thương kế tập tước vương ở nước Lương, sử gọi là Khoảnh vương (hay Trinh vương).
Hán thư không cho biết gì về những việc làm của Lưu Vô Thương lúc sinh tiền cũng như lúc làm Lương vương.
Năm 85 TCN, Lưu Vô Thương qua đời, làm vương 11 năm, thụy là Khoảnh (Trinh) vương. Thái tử Lưu Định Quốc nối tước, tức là Lương Kính vương.